# Reuben Hedin
Reuben Hedin, född 5 mars 1905 i Virserum, Kalmar län, död där 2 december 1985, var en svensk konstnär. Han var son till målarmästaren Axel Hedin och Anna Nordström.
Hans far drev en målerifirma där Reuben Hedin  började som yrkesmålare tillsammans med sina bröder. Efter sitt giftermål 1930 med Elna Maria Johansson flyttade han till Stockholm och började 1937 att på kvällstid studera vid Edward Berggrens målarskola. Han tog också privatlektioner av Otte Sköld.
Hedins debututställning ägde rum 1943 i Kiruna, med ett trettiotal målningar, landskap, blomstermålningar och porträtt. År 1947 reste han med ett tiotal andra svenska konstnärer, bland andra Arvid Källström, till Paris för att studera vid Académie de la Grande Chaumière. 1948 gav han en utställning i Virserum med resultatet från Parisresan. I slutet av 1949 var Hedin initiativtagare till Virserums konstförening, som verkade för det "goda måleriet", och allas möjlighet att ta del av detta. Som ett led i detta arbete bildade han 1955 Virserums konstskola, med ett trettiotal elever, där han själv var lärare.
Han gjorde studieresor till bland annat Frankrike, Italien, Nordafrika, Mallorca, Egypten och Palestina. Fram till 1980-talet var han aktivt verksam med måleri för utställningar i hela landet, men även många större projekt, i skolor, kyrkor, hotell, företag, kommunhus och andra offentliga miljöer. Han medverkade bland annat i samlingsutställningar med Sydöstra Sveriges konstförening, Norra Smålands konstförening och på Emmabodautställningen.
Efter hans första utställning i Stockholm år 1962 skrev Folke Edwards i Stockholmstidningen att "Reuben Hedins landskap, stilleben och figurer, uppdelade i en prismatisk postkubism där det flimrande spelet mellan ljus och mörker skapar ett mångtydigt arkitektoniskt rum". Han har senare blivit jämförd med GAN och med Halmstadgruppen. Ofta framhålls det imponerade ljuset i många av hans katedralmålningar. 
Han gjorde expressionistiska figurkompositioner och landskap, ofta med abstrakt antydning och dragning åt mystik. Hans måleri förändrades genom åren. Han lekte med färger och blev något av en ljusets mästare. 
Han verkade för att Virserum skulle få en staty med Nils Dacke. Detta blev verklighet genom Arvid Källströms skulptur som avtäcktes 1956 vid gamla torget.
Bland hans offentliga arbeten märks väggmålningar i matsalen i Centralskolan i Virserum, det tidigare kommunalhuset i Högsby, Systembolagets tidigare lokaler i Oskarshamn och Grevhagsskolan i Eksjö. Hedin är representerad vid Växjö museum, Kalmar konstmuseum, Vetlanda museum, Smålands konstarkiv, Stockholms stad och Smålands läns landsting.